# 御簾納将
御簾納 将（みすの まさる、1990年6月12日 - ）は、千葉県出身の元サッカー選手、サッカー指導者。現役時代のポジションはDF。

## 来歴
専修大学松戸高等学校を経て立教大学に進学。立教大では体育会サッカー部に所属し選手として活動し、卒業後の2014年に「OBコーチ」として同年12月末まで指導を行った。その後筑波大学大学院に進学、同大学のサッカー部でもコーチを務めた。
2017年にJリーグ・レノファ山口FCでアシスタントコーチを務める。翌2018年はサンフレッチェ広島コーチに就任。

## 学歴
- 専修大学松戸高等学校
- 立教大学
- 筑波大学大学院

## 指導歴
- 2014年 立教大学体育会サッカー部 コーチ
- 2015年 - 2016年 筑波大学蹴球部 コーチ
- 2017年 レノファ山口FC アシスタントコーチ
- 2018年 - サンフレッチェ広島 コーチ